# Калина-Дубрава
Калина-Дубрава — деревня Хлевенского района Липецкой области России. Входит в состав Нижне-Колыбельского сельсовета.

## География
Расположен в пределах Средне-Русской возвышенности в подзоне лесостепи, на берегах реки Колыбелька. Примыкает к селу Нижняя Колыбелька и к д. Дерезовка.
Улица одна — Космонавтов.

## Население
| 2009 | 2010 |
| ---- | ---- |
| 45   | ↗47  |

## Инфраструктура
Обслуживается почтовым отделением 399267 в селе Нижняя Колыбелька.

## Транспорт
Выезд на автодорогу «Верхняя Колыбелка — Нижняя Колыбелка — прим. к а/д Хлевное — Тербуны» (идентификационный номер 42 ОП РЗ 42К-746).